# Cnemidophorus nigricolor
Cnemidophorus nigricolor — вид ящірок родини теїдових (Teiidae). Ендемік Венесуели.

## Поширення і екологія
Cnemidophorus nigricolor мешкають на островах Лос-Рокес, Лас-Авес і Орчіла в Карибському морі. Вони живуть в сухих чагарниках, що ростуть на піщаних ґрунтах, серед опалого листя.